# Manfred Ommer
Manfred Ommer  (né le 13 septembre 1950 à Bergisch Gladbach et mort le 21 mai 2021) est un athlète allemand, spécialiste des épreuves de sprint.

## Biographie
Le 22 juillet 1974, à Leverkusen, il égale le record d'Europe du 100 mètres en parcourant la distance en 10 s 0. Il est le dernier athlète à réaliser ce record avec le chronométrage manuel.
Il remporte la médaille d'argent du 200 m lors des championnats d'Europe de 1974, à Rome, où il s'incline devant l'Italien Pietro Mennea.

### Palmarès
| Date | Compétition           | Lieu | Résultat | Épreuve | Performance |
| ---- | --------------------- | ---- | -------- | ------- | ----------- |
| 1974 | Championnats d'Europe | Rome | 2e       | 200 m   | 20 s 76     |

### Records
| Épreuve | Performance | Lieu    | Date            |
| ------- | ----------- | ------- | --------------- |
| 100 m   | 10 s 28     | Hanovre | 27 juillet 1974 |
| 200 m   | 20 s 49     | Munich  | 23 juillet 1972 |